# Oospila restricta
Oospila restricta là một loài bướm đêm trong họ Geometridae.